# Teoría B del tiempo
La teoría B del tiempo es el nombre dado a una de las dos posiciones con respecto a la filosofía del tiempo. Los «teóricos B» argumentan que el flujo del tiempo es una ilusión, que el pasado, el presente y el futuro son igualmente reales, y que el tiempo no tiene tensión (tenseless en inglés). Esto significaría que el devenir temporal no es una característica objetiva de la realidad.
La teoría B a menudo se basa en los investigadores de la física teórica como Brian Greene, y en teorías como el eternalismo.

## Origen
Las etiquetas, teoría A y teoría B, acuñadas por primera vez por Richard Gale en 1966, se derivan del análisis del tiempo y el cambio desarrollado por el filósofo de Universidad de Cambridge J. M. E. McTaggart en " The Unreality of Time " (1908), en el que los eventos se ordenan mediante una serie A tensa o una serie B sin tensión. Se supone popularmente que la teoría A representa el tiempo como una serie A, mientras que la teoría B representa el tiempo como una serie B. Los términos teoría A y B a veces se usan como sinónimos de los términos presentismo y eternalismo, pero podría decirse que el presentismo no representa el tiempo como una serie A, ya que niega que haya un futuro y un pasado en el que puedan ubicarse los eventos.
Los eventos (o "tiempos"), observó McTaggart, pueden caracterizarse de dos maneras distintas, pero relacionadas. Por un lado, pueden caracterizarse como pasado, presente o futuro, normalmente indicados en idiomas naturales como el inglés por la inflexión verbal de tiempos verbales o modificadores adverbiales auxiliares. Alternativamente, los eventos pueden describirse como anteriores, simultáneos o posteriores a otros. Los filósofos están divididos en cuanto a si el modo tenso o sin tensión de expresar el hecho temporal es fundamental. Algunos filósofos han criticado las teorías híbridas, en las que uno tiene una visión del tiempo sin tensiones, pero afirma que el presente tiene propiedades especiales, ya que está en desacuerdo con la paradoja de McTaggart. Para una discusión exhaustiva de la paradoja de McTaggart, ver RD Ingthorsson (2016).
El debate entre los teóricos A y los teóricos B es una continuación de una disputa metafísica que se remonta a los antiguos filósofos griegos Heráclito y Parménides. Parménides pensó que la realidad es atemporal e inmutable. Heráclito, en contraste, creía que el mundo es un proceso de cambio o flujo incesante. realidad para Heráclito es dinámica y efímera. De hecho, según Heráclito, el mundo es tan fugaz que es imposible entrar dos veces en el mismo río. Los problemas metafísicos que siguen dividiendo a los teóricos A y los teóricos B se refieren a la realidad del pasado, la realidad del futuro y el estado ontológico del presente.

## Teoría B en metafísica
La diferencia entre los teóricos A y los teóricos B a menudo se describe como una disputa sobre el paso temporal o el "devenir" y el "progreso". Los teóricos B argumentan que esta noción es puramente psicológica. Muchos teóricos A argumentan que al rechazar el "devenir" temporal, los teóricos B rechazan la característica más vital y distintiva del tiempo. Es común (aunque no universal) identificar las opiniones de los teóricos A con la creencia en el paso temporal. Otra forma de caracterizar la distinción gira en torno a lo que se conoce como el principio de paridad temporal, la tesis de que, contrariamente a lo que parece ser el caso, todos los tiempos realmente existen en paridad. La teoría A (y especialmente el presentismo) niega que todos los tiempos existan en paridad, mientras que la teoría B insiste en que todos los tiempos existen en paridad.
Los teóricos B como D.H. Mellor y J. J.C. Smart desean eliminar toda conversación sobre el pasado, el presente y el futuro a favor de un ordenamiento sin eventos de los acontecimientos, creyendo que el pasado, el presente y el futuro son igualmente reales, opuestos La idea de que son fundamentos irreductibles de la temporalidad. Los teóricos B también sostienen que el pasado, el presente y el futuro se caracterizan de manera muy diferente en la deliberación y la reflexión. Por ejemplo, recordamos el pasado y anticipamos el futuro, pero no al revés. Los teóricos B sostienen que el hecho de que sepamos mucho menos sobre el futuro simplemente refleja una diferencia epistemológica entre el futuro y el pasado: el futuro no es menos real que el pasado; solo sabemos menos al respecto.

## Teoría B en física teórica
La «teoría B del tiempo» ha recibido el apoyo de la comunidad física. Esto probablemente se deba a su compatibilidad con la física y al hecho de que muchas teorías como la Teoría de la relatividad especial, el modelo ADD y Cosmología de branas apuntan a una teoría del tiempo similar a la teoría B. 
En la Teoría de la relatividad especial, la relatividad de la simultaneidad muestra que no hay un presente único, y que cada punto en el universo puede tener un conjunto diferente de eventos que están en su momento presente. 
Muchas de las predicciones contraintuitivas ahora probadas de la relatividad especial, como la contracción de la longitud y la dilatación del tiempo, son el resultado de esto. La relatividad de la simultaneidad a menudo se considera que implica Eternalismo (y, por lo tanto, una teoría B del tiempo), donde el presente para diferentes observadores es una porción de tiempo del universo de cuatro dimensiones. Esto se demuestra en el Argumento de Rietdijk – Putnam y, adicionalmente, en una forma avanzada de este argumento llamada la Paradoja de Andrómeda, creada por el físico matemático Roger Penrose.
Por lo tanto, es común (aunque no universal) que los «teóricos B» sean tetradimensionales, es decir, creer que los objetos se extienden tanto en el tiempo como en el espacio y, por lo tanto, tienen partes temporales y espaciales. Esto a veces se llama ontología de intervalo de tiempo.

## Oposición
En "Presentism and the Space-Time Manifold", Dean Zimmerman señala que la teoría A es "casi seguramente una visión minoritaria entre los filósofos", mientras que la teoría B ha "logrado una amplia aceptación". A pesar de esto, todavía hay varios filósofos que mantienen la oposición a la teoría B.

### Irreducibilidad del tiempo
Anteriormente, los «teóricos B» argumentaron que uno podría parafrasear oraciones tensas (como "el sol ahora brilla") en oraciones sin tensión (como "el 28 de septiembre, el sol brilla") sin perder el significado. Más tarde, los «teóricos B» argumentaron que las oraciones sin tiempo podrían dar las condiciones de verdad de las oraciones tensas o sus símbolos. Quentin Smith afirma que "ahora" no puede reducirse a descripciones de fechas y horas, porque todas las descripciones de fecha y hora, y por lo tanto condicionales de verdad, son relativas a ciertos eventos. Las oraciones tensas, por otro lado, no tienen tales condicionales de verdad. El «teórico B» podría argumentar que "ahora" es reducible a una frase reflexiva simbólica como "simultáneo con este enunciado", pero Smith afirma que incluso ese argumento no elimina el tiempo. Uno puede pensar la afirmación "No estoy pronunciando nada ahora", y esa afirmación sería cierta. El enunciado "No estoy pronunciando nada simultáneo con este enunciado" es contradictorio y no puede ser cierto incluso cuando uno piensa en el enunciado. Finalmente, si bien las declaraciones tensas pueden expresar valores de verdad independientes de la ficha, ninguna declaración reflexiva puede hacerlo (por definición del término "reflejo de la ficha"). Quentin Smith afirma que los actuales defensores de la teoría B argumentan que la incapacidad de traducir oraciones tensas en oraciones sin tiempo no prueba la teoría A del tiempo.
El destacado lógico y filósofo Arthur Prior (creador de la lógica tensa) también ha hecho una distinción entre lo que él llama hechos A y hechos B. Los últimos son hechos sobre relaciones sin tensión, como el hecho de que el año 2025 es 25 años más tarde que el año 2000. Los primeros son hechos tensos, como la edad jurásica en el pasado o el fin del universo en el pasado. futuro. Prior le pide al lector que imagine tener dolor de cabeza, y después de que el dolor de cabeza desaparece, dice "gracias a Dios que se acabó". Prior argumenta que la teoría B no puede dar sentido a esta oración. Parece extraño estar agradecido de que un dolor de cabeza sea anterior a la propia expresión, más que estar agradecido de que el dolor de cabeza sea posterior a la propia expresión. De hecho, la mayoría de las personas que dicen "gracias a Dios que terminó" ni siquiera piensan en su propia expresión. Por lo tanto, cuando la gente dice "gracias a Dios que terminó", agradece un hecho A, y no un hecho B. Sin embargo, los hechos A solo son posibles en la teoría A del tiempo.

### Endurantismo y perdurantismo
Los opositores también acusan a la teoría B de no poder explicar la persistencia de los objetos. Las dos explicaciones principales de este fenómeno son el endurantismo y el perdurantismo. El primero afirma que un objeto está totalmente presente en cada momento de su existencia. El último establece que los objetos se extienden en el tiempo y, por lo tanto, tienen partes temporales. Hales y Johnson explican el endurantismo de la siguiente manera: "algo es un objeto duradero solo si está totalmente presente en cada momento en el que existe. Un objeto está totalmente presente en un momento si todas sus partes coexisten En ese tiempo."  Bajo endurantismo, todos los objetos deben existir como totalidades en cada punto en el tiempo. Sin embargo, un objeto como una fruta podrida tendrá la propiedad de no estar podrido un día y estar podrido en otro. Sobre el eternalismo, y por lo tanto la teoría B, parece que uno está comprometido con dos estados en conflicto para el mismo objeto. La interpretación de la relatividad del espacio-tiempo (Minkowskian) agrega un problema adicional para el endurantismo bajo la teoría B. En la interpretación del espacio-tiempo, un objeto puede aparecer como un todo en su marco de descanso. Sin embargo, en un marco inercial, ese mismo objeto tendrá partes adecuadas en diferentes posiciones y, por lo tanto, tendrá partes diferentes en diferentes momentos. Por lo tanto, no existirá como un todo en ningún momento, contradiciendo la tesis del endurantismo.
Los opositores luego acusarán al perdurantismo de tener numerosas dificultades propias. Primero, es controvertido si el perdurantismo puede formularse de manera coherente. Un objeto se define como una colección de partes espacio-temporales, que se definen como piezas de un objeto perdurable. Si los objetos tienen partes temporales, esto conduce a dificultades. Por ejemplo, el argumento de los discos giratorios le pide al lector que imagine un mundo que no contiene más que un disco giratorio homogéneo. Bajo endurantismo, el mismo disco perdura a pesar de que está girando. El perdurantista supuestamente tiene dificultades para explicar lo que significa que dicho disco tenga un determinado estado de rotación. Las partes temporales también parecen actuar a diferencia de las partes físicas. Un trozo de tiza se puede dividir en dos mitades físicas, pero parece absurdo hablar de dividirlo en dos mitades temporales. Chisholm argumentó que alguien que escucha al pájaro llamar "Bob White" sabe "que su experiencia de escuchar a 'Bob' y su experiencia de escuchar a 'White' no se debieron también a otras dos cosas, cada una distinta de él y de cada El endurantista puede explicar la experiencia como "Existe una x tal que x oye 'Bob' y luego x oye 'Blanco'" pero el perdurantista no puede dar tal explicación. Peter van Inwagen le pide al lector que considere a Descartes como un objeto de cuatro dimensiones que se extiende desde 1596 hasta 1650. Si Descartes hubiera vivido una vida mucho más corta, habría tenido un conjunto radicalmente diferente de partes temporales. Descartes, argumenta, no podría haber sido la misma persona en el perdurantismo, ya que sus extensiones y partes temporales son muy diferentes.